# Vit örtblomfluga
Vit örtblomfluga (Cheilosia alba) är en tvåvingeart som beskrevs av Ante Vujic och Claussen 2000. Vit örtblomfluga ingår i släktet örtblomflugor, och familjen blomflugor.
Artens utbredningsområde är Serbien. Enligt den finländska rödlistan är arten sårbar i Finland. Arten har ej påträffats i Sverige. Artens livsmiljö är friska gräsmarker. Inga underarter finns listade i Catalogue of Life.